# ALWAYS (スターダストレビューのアルバム)
『ALWAYS』（オールウェイズ）は、スターダストレビュー3枚目のア・カペラ・アルバム。2008年11月19日に発売された。

## 解説
『CHARMING』・『DEVOTION』に続く、9年ぶりとなる、スターダストレビューが自身の楽曲と尊敬するアーティストの楽曲を全編ア・カペラでカバーした作品。

## 収録曲
1. トワイライト・アヴェニュー
作詞：竜真知子
作曲：根本要
編曲：スターダストレビュー
2. あの娘のラブレター
作詞：鈴木慶一
補作詞・作曲：岡田徹
編曲：岡崎昌幸
3. 水曜日の午後
作詞・作曲：小田和正
編曲：光田健一
4. LADY PINK PANTHER
作詞：松本隆　
作曲：鈴木茂
編曲：添田啓二
5. 夏の陽
作詞・作曲：山下達郎
編曲：三谷泰弘
6. オリビアを聴きながら
作詞・作曲：尾崎亜美
編曲：岡崎昌幸
7. 翳りゆく部屋
作詞・作曲：荒井由実
編曲：添田啓二
8. 思い出はうたになった –オダ☆レビ–（小田和正/スターダストレビュー：新曲）
作詞：小田和正
作曲：根本要
編曲：スターダストレビュー・小田和正
9. 夢伝説（BONUS TRACK・2008年新録）
作詞：林紀勝/根本要
作曲：根本要
編曲：スターダストレビュー